# Los Barrios de Luna
Los Barrios de Luna és un municipi de la província de Lleó a la comunitat autònoma de Castella i Lleó. Forma part de la comarca de la Montaña Oriental.

## Demografia
| 1991 | 1996 | 2001 | 2004 |
| ---- | ---- | ---- | ---- |
| 411  | 368  | 350  | 329  |

## Poblacions
El municipi de Los Barrios de Luna està format per les següents localitats:
- Barrios de Luna (Los)
- Irede de Luna
- Mallo de Luna
- Mora de Luna
- Portilla de Luna
- Sagüera de Luna
- Vega de Caballeros